# 津軽湯の沢駅
津軽湯の沢駅（つがるゆのさわえき）は、青森県平川市碇ヶ関折橋（おりはし）にある、東日本旅客鉄道（JR東日本）奥羽本線の駅である。冬季間は全列車が当駅を通過し、それ以外の期間も一部の普通列車が当駅を通過する。

## 歴史
- 1949年（昭和24年）6月1日：奥羽本線の一般駅として南津軽郡碇ヶ関村に開業[2][3]。
- 1971年（昭和46年）10月1日：荷物扱いを廃止[5]。無人化[6]。ただし、翌年3月31日までは（日曜・祝日を除く）6時から15時半まで旅客扱い要員を1名配置する[7]。
- 1987年（昭和62年）4月1日：国鉄分割民営化により、JR東日本の駅となる[3]。
- 2018年（平成30年）12月1日：冬季通過駅となる（期間は12月1日から翌年3月31日まで）[4][8]。
- 2024年（令和6年）10月1日：えきねっとQチケのサービスを開始[1][9]。

## 駅構造
相対式ホーム2面2線を有する地上駅。ホームは駅舎より一段高い築堤上にある。出入口はそれぞれのホームにあり、地下通路で連絡する。
弘前駅管理の無人駅である。

### のりば
| 番線 | 路線      | 方向 | 行先           |
| ---- | --------- | ---- | -------------- |
| 1    | ■奥羽本線 | 上り | 大館・秋田方面 |
| 2    | ■奥羽本線 | 下り | 弘前・青森方面 |

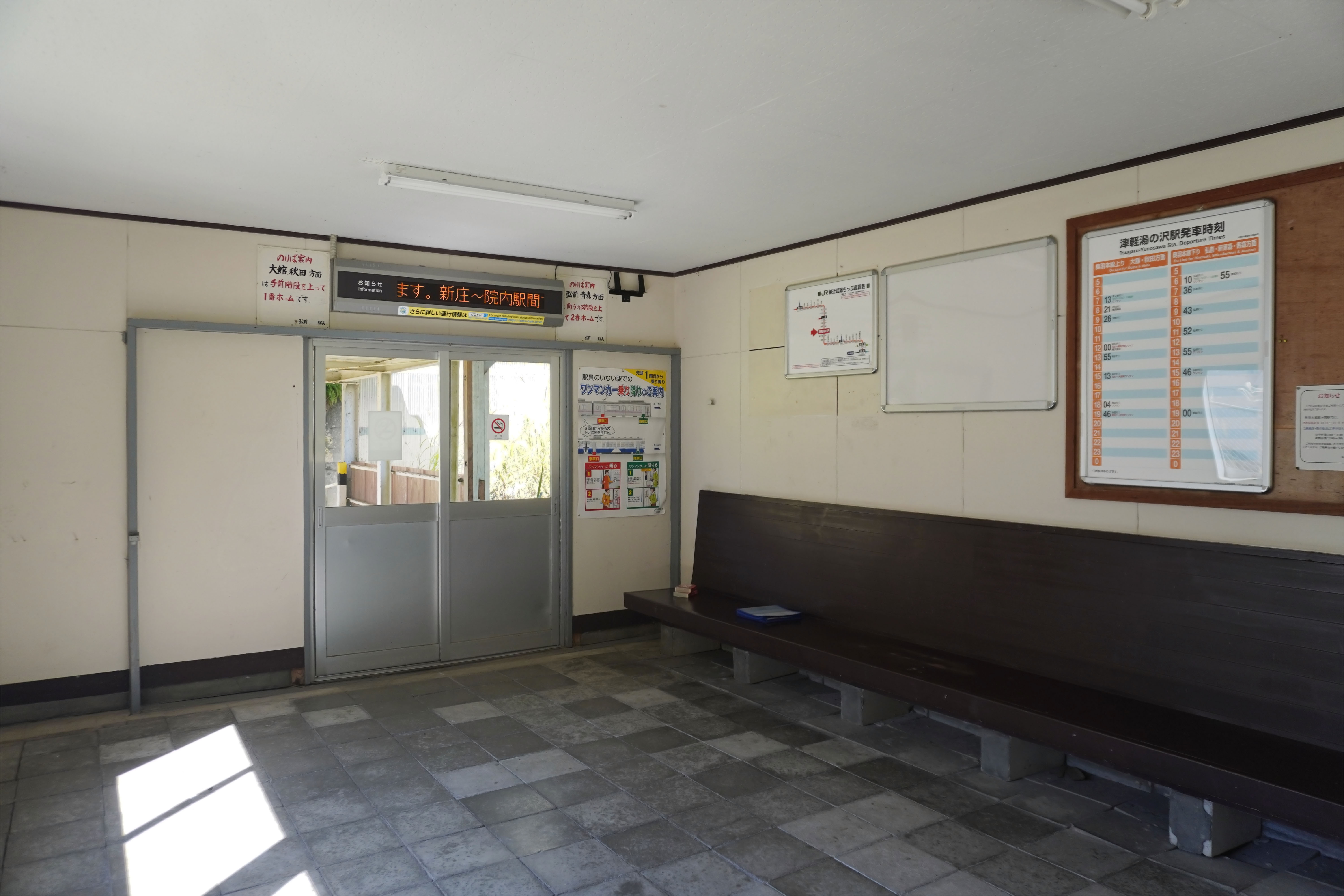
駅舎内（2024年9月）
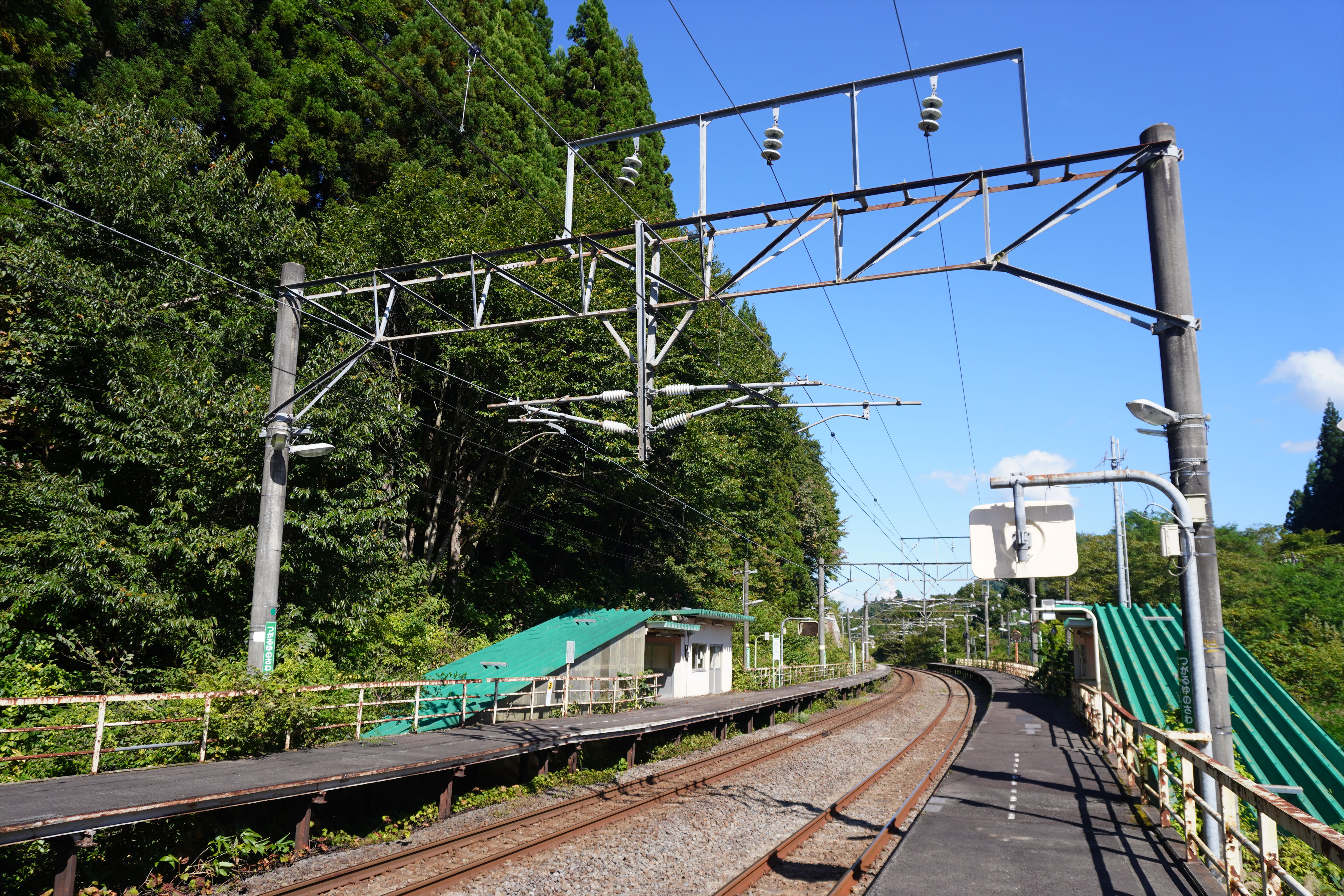
ホーム（2024年9月）

## 駅周辺
付近に住宅はほとんどない（いわゆる秘境駅）。
- 国道7号
- 国道282号
- 岩渕公園（旧碇ヶ関関所跡） - 国道7号と282号の分岐・合流点付近にある。
- 津刈温泉（現在は津刈治療院となっており、温泉の一般利用はできない）
  - なお、路線バス（弘南バス碇ヶ関線）が冬期も運行しているため、冬期間も周辺に行くことは可能だったが、2024年（令和6年）春ダイヤ改正で、運行区間短縮され[11]、2024年（令和6年）4月1日からは、廃止区間の代替として「碇ヶ関・平賀線」（廃止代替バス）が運行されるが、運行本数は大幅減便となるため、利便性は大きく低下する[12]。

## 隣の駅
東日本旅客鉄道（JR東日本）
■奥羽本線
□快速
通過
■普通
陣場駅 - 津軽湯の沢駅 - 碇ケ関駅
*:全列車が冬季間（一部列車は通年）当駅を通過する。